# Brick (entreprise)
Pour les articles homonymes, voir Brick et The Brick.
Brick (en anglais : The Brick) est une chaîne canadienne de magasins d'ameublement, spécialisée dans les meubles, les électroménagers et les matelas, entre autres. Elle est fondée en 1971 par les trois frères Comrie à Edmonton, avant d'être achetée par Meubles Léon (en) en 2012.

## Histoire
La compagnie est fondée sous le nom de The Brick Warehouse LP par John, Fred et Bill Comrie (en). Leur premier magasins ouvre ses portes à Edmonton le 1er septembre 1971, suivi d'un second magasin à Fort McMurray. Dans la même décennie, Brick, achète un compétiteur à Calgary, puis en 1975, Bad Boy Furniture, une chaîne de plus de 40 magasins d'ameublement à Toronto et qui était opérée par Mel Lastman. En 1991, les Lastman rachètent les droits au nom Bad Boy Furniture. 
Dans les années 1980, l'entreprise est le sponsor de l'équipe de soccer des Edmonton Brick Men (en), propriété de l'entrepreneur Peter Pocklington (en). En mars 2004 est effectué l'achat de United Furniture Warehouse (en), qui comptait alors plus de 81 magasins à travers le pays, mais le nom est gardé. En 2006, 24 magasins United deviennent des Brick pour baissait les coûts de publicité et augmenter les ventes. 
Le 11 novembre 2012, l'entreprise annonce un contrat d'achat avec le géant de l'ameublement Léon pour le coût de 700 millions $ (CAD), entente approuvée par les détenteurs de parts. À la suite de l'achat, les magasins Brick continuent d'opérer sous le même nom. Le même mois, l'entreprise doit payer une somme de 2.1 millions $ (CAD) après une poursuite de recours collectif effectuée par Option consommateurs, sur le fait que leur publicité était trompeuse. 
En juin 2017, les derniers magasins United Furniture Warehouse et The Brick Clearance deviennent des « The Brick Outlet ». 